# Studienzentrum Weikersheim
Das 1979 auf Schloss Weikersheim maßgeblich von Hans Filbinger gegründete und bis zu seinem Tod 2007 geleitete Studienzentrum Weikersheim (SZW) versteht sich als christlich-konservative Denkfabrik. Es veranstaltet regelmäßige Kongresse, Seminare und Tagungen, vor allem zur Europa- und Deutschlandpolitik. Journalisten wie der ehemaligen SPD-Politikerin Susanne Gaschke und dem Bestsellerautor Christian Fuchs (Das Netzwerk der Neuen Rechten) gilt das Studienzentrum als ein Instrument der von ihnen so genannten Neuen Rechten.

## Ausrichtung
Das Studienzentrum beschreibt heute seine Zielsetzung wie folgt:

„Unsere Arbeit gilt der Erhaltung des Kulturerbes Deutschlands und Europas sowie einer freiheitlichen Demokratie in Anlehnung an die Ideen herausragender Gründerväter wie  Theodor Heuss, Konrad Adenauer, Ludwig Erhard. Dabei betrachten wir die Anerkennung von Menschenwürde und Menschenrechten als ersten Schritt auf dem Weg zu einem Zusammenleben aller Bürger unseres Vaterlandes und Kontinents in Frieden und Gerechtigkeit. Diese Grundrechte aller Menschen müssen jedoch vorstaatlichen bzw. naturrechtlichen Charakter haben, um zu verhindern, dass politische Institutionen die Deutungshoheit für sich reklamieren und so, je nach ideologischer Ausrichtung, Menschenwürde und Menschenrechte in ihrem Sinne auslegen.“

Demnach vertreten die Weikersheimer einen Konservatismus, der sich auf Werte und Traditionen des christlichen Abendlands beruft, diese als Identität Europas versteht und bewahren will.
Führungsmitglieder des SZW beschrieben seinen Auftrag als Verwirklichung einer geistig-moralischen Wende in Deutschland, die Bundeskanzler Helmut Kohl bei seinem Amtsantritt 1983 angekündigt hatte. Sie richtete sich gegen eine aus ihrer Sicht in den 1970er Jahren entstandene kulturelle Hegemonie des linksliberalen Lagers.
Hans Filbinger sah das SZW als „geistig-politische Initiative, die unseren Staat befähigen will, den großen Herausforderungen unserer Zeit zu begegnen“, und zwar über Ideologie- und Parteigrenzen hinweg als „Antwort auf die sogenannte Kulturrevolution aus den 60er Jahren des vergangenen Jahrhunderts“. Dazu forderte er die „Abkehr von den Irrlehren der sogenannten Selbstverwirklichung“ und Hinkehr zu „Staatsgesinnung“, „geistiger Führung“ und einer „geistigen Leistungselite“. Günter Rohrmoser wollte die CDU als „christlich-nationale-konservative“ Partei profilieren.
Das Studienzentrum lehnt die Europäische Verfassung in ihrer jetzigen Form ab. Seine Vertreter fordern ein „Europa der Vaterländer“ und einen Gottesbezug in der EU-Verfassung, mit dem die Menschenrechte willkürlicher Auslegung entzogen werden sollen. Auch Beitrittsverhandlungen der Europäischen Union mit der Türkei werden abgelehnt. Dazu gab das SZW am 15. Juni 2005 ein Europa-Manifest heraus.

## Geschichte

### Bis 2007
Der CDU-Politiker Hans Filbinger gründete das Zentrum etwa ein Jahr nach seinem Rücktritt als Ministerpräsident Baden-Württembergs infolge der Filbinger-Affäre (7. August 1978). Die erste Mitgliederversammlung des SZW wählte ihn am 12. Oktober 1979 zu dessen Präsidenten. Ferner wurden der Sozialphilosoph Günter Rohrmoser und der Brigadegeneral a. D. Heinz Karst zum Vizepräsidenten, der Tübinger Pflanzenphysiologe Helmut Metzner zum geschäftsführenden Präsidiumsmitglied und der Freudenstädter Klinikarzt Erich Baumann zum Beisitzer gewählt. Im Oktober 1997 trat Filbinger von seinem Leitungsamt zurück und wurde zugleich zum Ehrenpräsidenten des SZW gewählt. Dieses Amt wurde damals für ihn neu geschaffen.
Der Soziologe Lothar Bossle († 2000) war langjähriger wissenschaftlicher Leiter des Studienzentrums. Der Journalist Stephan Winckler vom Ostpreußenblatt nannte Rohrmoser, Hornung und Bossle als Hauptvertreter für die Entwicklung des SZW.
Filbingers Nachfolger wurde der CDU-Bundestagsabgeordnete Wolfgang von Stetten.
Auf von Stetten folgte 2001 der Politikwissenschaftler Klaus Hornung, der einen offen rechtsnationalistischen Kurs verfolgte. Von 2003 bis 2007 war Bernhard Friedmann, der von 1976 bis 1990 für die CDU Mitglied des Deutschen Bundestages und von 1996 bis 1999 Präsident des Europäischen Rechnungshofs war, Präsident des Studienzentrums. Er kündigte bei seinem Amtsantritt an, er werde das SZW wieder näher an die Unionsparteien heranführen und stärker mit wirtschaftlichen Themen befassen.

### Folgen der Oettinger-Affäre 2007
Am 11. April 2007 hielt Günther Oettinger – damaliger Ministerpräsident Baden-Württembergs, der wie seine Vorgänger Mitglied im Kuratorium des SZW ist – eine Trauerrede zur Beerdigung Hans Filbingers, in der er diesen u. a. als „Gegner des NS-Regimes“ bezeichnete, der persönlich keine Hinrichtung von Deserteuren unter dem NS-Regime zu verantworten gehabt habe. Die Rede hatte der frühere Mitarbeiter Günter Rohrmosers Michael Grimminger verfasst, der seit 2002 im baden-württembergischen Staatsministerium als Redenschreiber beschäftigt war und nach der Kritik an der Rede versetzt wurde. Ebenfalls am 11. April wurde bekannt, dass Oettinger eine persönliche Referentin eingestellt hatte, die Mitglied im SZW ist. Dies stieß ebenso wie seine eigene Mitgliedschaft auf Kritik.
Die Trauerrede löste bundesweit und international Kritik aus. Stephan Kramer, Generalsekretär des Zentralrats der Juden in Deutschland, forderte am 18. April 2007 Oettingers Rücktritt und die Schließung des SZW. Am Folgetag nahm Oettinger seine Aussage zu Filbingers NS-Gegnerschaft zurück, lehnte aber einen Austritt aus dem SZW ab und verteidigte es als demokratisches Institut. Daraufhin erneuerte der Zentralrat seine Forderungen nicht.
Am 20. April sollte im Waldhotel Stuttgart-Degerloch ein Vortrag des SZW zum Thema „Die Bundeswehr als demokratischer Weltpolizist – Sind Auslandseinsätze sinnvoll?“ stattfinden. Veranstalter war Jung-Weikersheim; als Redner vorgesehen war Reinhard Günzel, früher Chef des Bundeswehr-Kommandos Spezialkräfte. Er war 2003 wegen seiner öffentlichen Zustimmung zu Martin Hohmanns Rede aus der Bundeswehr entlassen worden. Auch Hohmann war zu der Weikersheimer Veranstaltung eingeladen worden. Der Spiegel, die FAZ und andere deutsche Medien verwiesen zudem darauf, dass die Veranstaltung am für Rechtsextremisten symbolträchtigen Geburtstag Adolf Hitlers stattfinden sollte.
Baden-Württembergs SPD-Vorsitzende Ute Vogt, Claudia Roth von Bündnis 90/Die Grünen und andere forderten deshalb die Schließung des SZW. Dieses biete „bekennenden Antisemiten“ ein Forum. Der grüne Bundestagsabgeordnete Volker Beck kritisierte zudem, das SZW dulde „schwulenfeindliche Hetze“, und erinnerte an einen Vortrag Günther Rohrmosers, in dem dieser den russischen Konservativismus als „Gegengewicht gegen die liberale Dekadenz, die sich bei uns ausbreitet“, gelobt und eine Körperverletzung an Beck im Mai 2006 wie folgt kommentiert hatte:

„Ich will nicht darüber frohlocken, dass sie den Hauptvertreter des deutschen Schwulentums in Moskau ins Gesicht geschlagen haben, aber ich bin sicher, dass durch diesen Vorgang Russland neue Freunde, wenn nicht zehn, dann 100.000 dazugewonnen hat.“

Das Simon Wiesenthal Center forderte Oettinger am 20. April erneut zum Rücktritt auf und begründete dies auch damit, dass das SZW regelmäßig Redner mit extremen und antisemitischen Ansichten zu öffentlichen Vorträgen einlade.
Am Nachmittag erklärte Oettinger, er werde seine Mitgliedschaft bis zur abschließenden Klärung ruhen lassen, und bat SZW-Präsident Bernhard Friedmann um baldige Aufklärung über die mit Hohmann und Günzel geplanten Veranstaltungen. Daraufhin untersagte Friedmann das Treffen mit Günzel und eine für den 25. August 2007 vorgesehene Veranstaltung mit Hohmann als Redner, an der die Jung-Weikersheimer zunächst festgehalten hatten.
Am 30. April erklärte Oettinger zusammen mit Präsidium und Landesvorstand der CDU, das SZW müsse sich „gegenüber Inhalten und Kräften jenseits des demokratischen Spektrums unserer Werte- und Verfassungsordnung“ abgrenzen und dürfe keine Redner aus dem rechten Spektrum mehr auftreten lassen. Er begrüßte die Absage der Veranstaltungen mit Günzel und Hohmann, deren Planung ein „Fehler und durch nichts zu begründen“ gewesen sei. Friedmann müsse sicherstellen, dass die Arbeit des SZW inhaltlich, organisatorisch und personell „unzweifelhaft“ den Satzungszielen entspreche.
Die stellvertretende RCDS-Bundesvorsitzende Nina Bender, der Landesvorsitzende Steffen Kirsch sowie der JU-Landesvorsitzende Steffen Bilger legten ihre Vorstandsposten bei Jung-Weikersheim am selben Tag nieder. Dabei rechtfertigte Kirsch seine Mitgliedschaft bei Jung-Weikersheim in einer Erklärung und wurde daraufhin von seinen Aufgaben als Landesvorsitzender entbunden.
Auf Oettingers Distanzierung und Vorwürfe von Kritikern an das SZW, „seit Jahren […] die Grenze zu verfassungsfeindlichen und rechtsextremen Auffassungen nicht eindeutig genug zu ziehen“, antwortete SZW-Präsident Friedmann in einem Leserbrief: Viele Kritiker wollten das Studienzentrum offensichtlich „mundtot“ machen und die grundgesetzlich garantierte Meinungs- und Pressefreiheit „zur Disposition“ stellen.
Infolge der Kritik gab das SZW am 19. Mai bekannt, dass Klaus Hornung aus dem SZW-Vorstand und Albrecht Jebens aus dem Vorstand der Filbingerstiftung ausscheiden sollen. Geschäftsführer Schrumpf wolle die Jungweikersheimer Veranstaltungspläne künftig kontrollieren.
Die Fraktion der Grünen verlangte am 24. Mai 2007 in einer parlamentarischen Anfrage nochmals genauere Auskunft über das Verhältnis der Landesregierung zum Studienzentrum Weikersheim und zur Hans-Filbinger-Stiftung.

### Ab 2008
2008 wurde der Personalberater Bernhard von Diemer Präsident, im Juni 2011 folgte ihm der Philosoph Harald Seubert, dessen Stellvertreter wurden der Staatsrechtslehrer Karl Albrecht Schachtschneider und der Soziologe Jost Bauch. Seubert legte zu Beginn seiner Präsidentschaft Wert darauf, dass das Studienzentrum Weikersheim „als bürgerlich liberaler Think Tank und als Forum auf hohem Niveau die europäischen Traditionen aus Antike, Christentum und Aufklärung in die globale Welt des 21. Jahrhunderts hinein“ fortsetze. Verfassungsgemäßheit und Menschenwürde als unbestreitbare erste Wertorientierung seien damit selbstverständlich. Weikersheim sollte zudem wieder verstärkt zu einem Forum öffentlicher Debatte werden und stärker publizistisch hervortreten.
Das bis zu zwölfköpfige Präsidium wird turnusgemäß alle fünf Jahre von einer Mitgliederversammlung gewählt. Zu ihm gehörten immer wieder prominente Mitglieder, so als Vizepräsident Jörg Schönbohm, ehemaliger Innenminister des Landes Brandenburg. Bis Juli 2008 gehörten dem Gremium auch der ehemalige Bundestagspräsident Philipp Jenninger sowie der DDR-Bürgerrechtler und ehemalige sächsische Umweltminister Arnold Vaatz an. Bis zu seinem Tod im November 2013 war auch Manfred Rommel, ehemaliger Oberbürgermeister von Stuttgart, Mitglied des Präsidiums.
Im Juli 2016 erklärte Harald Seubert seinen Rücktritt aus dem Präsidium aufgrund von Uneinigkeiten bezüglich der inhaltlichen Ausrichtung des Studienzentrums.
Auf der Mitgliederversammlung vom 7. September 2018 in Weikersheim wurden Schachtschneider und Bauch als Präsidenten wiedergewählt, Volker Kempf kam als Vizepräsident neu hinzu. Schatzmeister wurde Michael Wey. Geschäftsführer ist seit 2019 das AfD-Mitglied Daniel Tapp, Referent von Alice Weidel im Bundestag.

## Organisation und Organ
Die Geschäftsstelle des SZW befindet sich in Leinfelden-Echterdingen. Geschäftsführer unter Filbinger und sein persönlicher Referent war bis 1997 Albrecht Jebens. Ende 2002 folgte der Betriebswirt und Philosoph Ronald F. M. Schrumpf. Im April 1999 richtete das SZW in Berlin ein Büro ein. Schrumpf demissionierte 2006, seit 2011 fungiert der Unternehmer Elmar Stegmeier als ehrenamtlicher Geschäftsführer.
Für das Drittel der etwa 650 Mitglieder des SZW unter 35 Jahre wurde 1991 die Jugendabteilung Junges Weikersheim gegründet, der zunächst etwa 80 Personen angehörten. Einer der Leiter war bis 1995 auch der Berliner Neonazi Ulli Boldt. Während der Amtszeit Stettens stellte diese Jugendgruppe ihre Aktivitäten ein. Am 9. Mai 2004 wurde die von einem sechsköpfigen Gremium geleitete Unterorganisation Jung-Weikersheim von MdB Steffen Bilger gegründet, die Veranstaltungen in eigener Regie durchführt. Steffen Bilger war damaliger Vorsitzender der Jungen Union Baden-Württemberg. Leiter der Jung-Weikersheimer ist derzeit Daniel Krieger, ebenfalls Mitglied der dortigen Jungen Union.
Seit 1987 erscheint zweimal pro Jahr in unregelmäßigen Abständen das Mitteilungsblatt Weikersheimer Blätter in einer Auflage von etwa 1500 Exemplaren.

## Träger
Das SZW wurde mit Spenden aus der Privatindustrie, u. a. der Daimler-Benz AG, aufgebaut und gefördert. Es erhält finanzielle Unterstützung von der als gemeinnützig anerkannten Stiftung zur Förderung christlichen, vaterländischen und humanistischen Gedankengutes in Wissenschaft, Wirtschaft, Kunst und Politik, die 1993 zu Filbingers 80. Geburtstag gegründet wurde. Zu ihren Gründungsmitgliedern zählte Paul Carell, ehemaliger Pressesprecher des deutschen Außenministers Joachim von Ribbentrop in der Zeit des Nationalsozialismus und nach 1945 Autor militärhistorischer Bücher. Anfang 1996 waren dreißig Unternehmen als Vereinsmitglieder eingeschrieben.
Das SZW erhält auch staatliche Fördermittel, früher vom Bundesministerium für innerdeutsche Beziehungen und Bundespresseamt, später auch von der Bundeszentrale für politische Bildung. 1994 und 1995 bezuschusste diese den Weikersheimer Jahreskongress mit jeweils 28.000 DM sowie nochmals 32.700 DM. Insgesamt soll es bis 1995 450.000 DM an Bundeszuschüssen erhalten haben.
Das SZW erhielt zeitweise auch aus dem Landeshaushalt Baden-Württembergs Zuwendungen für Einzelveranstaltungen. Nachdem Neonazis im Thule-Netz zur Teilnahme am Maikongress des SZW auf dem Hambacher Schloss aufgerufen hatten, verlangte die SPD 1995 im Landtag, die Verwendung der Landes- und Bundeszuschüsse zu überprüfen. Im Bundestag beantragte die damalige Fraktion der PDS 1995, die Förderung des SZW aus Bundesmitteln einzustellen, da dort wiederholt Rechtsextremisten aufgetreten seien. 2004 erklärte die Landesregierung auf eine Anfrage der SPD-Fraktion, die Förderung sei 2000 eingestellt worden.
Der jeweilige Ministerpräsident des Landes unterstützte das SZW über längere Zeit bis 22. Mai 2007 mit einem Mitgliedsbeitrag von 100 Euro.

## Veranstaltungen und Referenten
Das SZW veranstaltet regelmäßig einen Jahreskongress sowie Seminare und Tagungen zu bestimmten politischen Themen. Die Jung-Weikersheimer richten die jährliche Herbsttagung aus. Einige Tagungen fanden zusammen mit Industrieverbänden oder Firmen statt, so 1984 mit dem Rüstungsbetrieb Krauss-Maffei in Wildbad Kreuth. Im September 1992 fand die erste Weikersheimer Hochschulwoche statt, seitdem jährlich wiederholt. Die dritte Hochschulwoche 1994 wurde von Daimler-Benz gefördert.
Als Referenten kamen unter Filbinger und Hornung (also vor 2003) sowohl prominente Politiker – überwiegend der CDU – wie auch Professoren zu Wort:
- Herwig Birg, Bevölkerungswissenschaftler
- Norbert Blüm (CDU) †
- Marcel Bohnert, Offizier
- Lothar Bossle (1929–2000) war häufiger Referent für den Verein zur Förderung der Psychologischen Menschenkenntnis (VPM) und schrieb u. a. für den rechtsextremen Hohenrain-Verlag.[41] Er wandte sich gegen die „illusionären Vorstellungen über die Funktionsfähigkeit einer egalitären Demokratie und den Starrsinn der Gleichheitsutopie“, die er seit der Französischen Revolution im Kampf mit dem individuellen Freiheitsstreben sah. Dies vertrat er auch im Studienzentrum, das er als seine Lebensaufgabe ansah.[42]
- Karl Carstens, 1979–1984 Bundespräsident der Bundesrepublik Deutschland (CDU) †
- Alfred Dregger (CDU) †
- Ernst Elitz, Intendant des Deutschlandradios
- Hinrich Enderlein (FDP)
- Dieter Farwick, Offizier
- Hans-Georg Gadamer, Philosoph †
- Joachim Gauck, 2012–2017 Bundespräsident der Bundesrepublik Deutschland
- Herbert Gruhl (ÖDP) †
- Adel Theodor Khoury, Islamwissenschaftler
- Jürgen Kewitsch, Offizier
- Walter Kolbow (SPD)
- Sophia Kuby, European Dignity Watch
- Wolfgang Molitor, stellvertretender Chefredakteur der Stuttgarter Nachrichten
- Wolfgang Ockenfels, Sozialethiker, Chefredakteur von Die Neue Ordnung
- Hermann Oxfort (FDP) †
- Papst Johannes Paul II. †
- Pierre Pflimlin, ehemaliger französischer Ministerpräsident und Präsident des Europaparlaments †
- Friedbert Pflüger (CDU)
- Heinz Riesenhuber (CDU)
- Annette Schavan (CDU)
- Wolfgang Schäuble, damals CDU-Vorsitzender
- Herbert Schnoor (SPD)
- Björn Schreiber, Offizier (CDU)
- Gerhard Schröder, damals Bundesvorsitzender der Jusos
- Alexander Schwan, Politikwissenschaftler †
- Gesine Schwan, Politikwissenschaftlerin (SPD)
- Lothar Späth, Ministerpräsident von Baden-Württemberg (CDU) †
- Josef Stimpfle, Bischof von Augsburg †
- Rita Süssmuth, Bundestagspräsidentin (CDU)
- Erwin Teufel, Ministerpräsident von Baden-Württemberg (CDU)
- Hans Tietmeyer, Präsident der Deutschen Bundesbank †
- Bernhard Vogel, Ministerpräsident von Rheinland-Pfalz und Thüringen (CDU)

Auch traten Personen auf, die als Vertreter der Neuen Rechten oder als Rechtsextremisten gelten:
- Wolfgang Strauß (1931–2014), Redaktionsmitglied der Zeitschrift Nation und Europa
- Hans-Dietrich Sander (1928–2017), Herausgeber der Staatsbriefe[43]
- Theodor Schmidt-Kaler (1930–2017), Mitunterzeichner des Heidelberger Manifestes
- Alfred Schickel (1933–2015), Mitarbeiter der geschichtsrevisionistischen Zeitgeschichtlichen Forschungsstelle Ingolstadt, zeitweise Redaktionsmitglied der Jungen Freiheit und der Zeitschrift Europa vorn
- Bernard Willms (1931–1991), Politikwissenschaftler. Er forderte 1983 im SZW eine „Restauration des Staats- und Nationalbewusstseins in Deutschland“.[44]
- Karlheinz Weißmann (* 1959) leitete beim 15. Jahreskongress vom 15. bis 18. Mai 1993 zum Thema „Von der Parteienverdrossenheit zur Staatskrise“ einen Arbeitskreis.[45]
- Hans-Ulrich Kopp (* 1962), damals Redakteur der Jungen Freiheit, war vom 7. bis 8. Mai 1994 als Referent zu Gast.
- Michael Walker, britischer Publizist, Mitglied der National Front, Autor der Jungen Freiheit und Redakteur der Zeitschrift The Scorpion, war ebenfalls 1994 Referent im „Jugendforum“ des Jahreskongresses.

Mitveranstalter von Weikersheimer Tagungen waren u. a. die Junge Landsmannschaft Ostpreußen (JLO; 1993), der Bund Junges Ostpreußen (BJO; 2002 bis 2004), die Paneuropa-Union, der VPM und die Staats- und Wirtschaftspolitische Gesellschaft (SWG). Das SZW unterstützte seinerseits u. a. Kongresse des VPM.
In den Jahren 2002 und 2003 veranstaltete das Studienzentrum Weikersheim gemeinsam mit dem Bund Junges Ostpreußen (BJO) und der Staats- und Wirtschaftspolitischen Gesellschaft (SWG) jeweils ein „Politisches Herbstseminar“ in Bad Pyrmont. Beim Herbstseminar 2002 referierte der CDU-Bundestagsabgeordnete Martin Hohmann zum Thema „Nationale Identitätspflege im deutschen Bundestag“. Beim Herbstseminar 2003 traten unter anderem Theodor Schweisfurth und Götz Kubitschek auf. Außerhalb des offiziellen Programms berichtete Johannes Rogalla von Bieberstein über Angriffe gegen seine Person im Zusammenhang mit der Hohmann-Affäre. Martin Hohmann hatte kurz zuvor seine als antisemitisch eingestufte „Tätervolk“-Rede gehalten, die sich auch auf das Buch Jüdischer Bolschewismus (Dresden 2002) von Bieberstein stützte. In der Folge wurde Hohmann im November 2003 zunächst aus der CDU/CSU-Bundestagsfraktion ausgeschlossen, im Juli 2004 auch der CDU. Friedmann appellierte an ihn, umgehend seine Wiederaufnahme in die CDU-Fraktion zu beantragen. Geschäftsführer Schrumpf fühlte sich Hohmann „auf das engste verbunden“, Vorstandsmitglieder von Jung-Weikersheim bekundeten in einem Unterschriftenappell ihre „kritische Solidarität mit Martin Hohmann“.
Unter Friedmann (2003–2007) kooperierte das Studienzentrum u. a. mit Unternehmerverbänden, darunter der Arbeitsgemeinschaft Evangelischer Unternehmer (AEU) und dem Bund Katholischer Unternehmer (BKU) in Rottenburg-Stuttgart, der Arbeitsgemeinschaft Selbständiger Unternehmer (ASU), dem Bund der Selbständigen Baden-Württemberg (BDS) und dem Wirtschaftsrat der CDU e. V. Landesverband Baden-Württemberg. Neuer Schwerpunkt unter dem Motto Zu sozial ist unsozial waren dabei die „Weikersheimer Wirtschaftsgespräche“. Ihre Tagungen fanden bei Unternehmen wie der Deutschen Bank in Freiburg, der Hauptverwaltung der Allianz AG oder im Haus der Wirtschaft in Stuttgart statt.
In Friedmanns Zeit fielen auch die Jahreskongresse zu den Themen „Der Weg zur Integration Europas“ (2004), „Welches Europa wollen wir? – Nationale Interessen im Europa der Vaterländer“ (2005), dazu die sogenannten „Kamingespräche“ in Berlin, wo es unter anderem darum ging, ob der deutsche Föderalismus europatauglich sei. Dazu wurden vielfach prominente Persönlichkeiten aus Politik, Wirtschaft und Religion als Redner verpflichtet, darunter bekannte CDU-Politiker wie Helmut Kohl oder Christoph Palmer.

## Verhältnis zur Neuen Rechten
Kritikern gilt das Institut als ein Netzwerk der Neuen Rechten. Beobachter wie Ursel Sieber sehen die Aufgabe des SZW darin, „durch Diskussionsangebote nach ganz rechtsaußen möglichst [zu] verhindern, dass sich zu viele vom rechten Rand endgültig aus der Union verabschieden.“
Diese Linie fand verschiedentlich Kritik von Wissenschaftlern, Journalisten und politischen Gegnern. Der Historiker Hans Mommsen sah das Studienzentrum 1986 im Zusammenhang des Historikerstreits als Beispiel für eine Erneuerung nationalkonservativen Geschichtsbewusstseins, das eine Relativierung des Nationalsozialismus begünstige. Autoren vom früheren IDGR, vom Duisburger Institut für Sprach- und Sozialforschung oder der Sprecher der SPD-Fraktion für Verfassungsschutz- und Extremismusfragen, Stephan Braun, siedeln das Studienzentrum in einer Grauzone zwischen Rechtskonservatismus und Rechtsextremismus an. Es überschreite die Grenzen zwischen diesen Lagern gezielt, um zur Enttabuisierung rechtsextremer Positionen beizutragen.
Das SZW geriet 1989 in den Ruf, eine „rechte Kaderschmiede“ zu sein, als das Präsidiumsmitglied Rolf Schlierer als Pressesprecher für die Republikaner fungierte. Schlierer, der 1980 publiziert hatte, dass die Zahl von sechs Millionen ermordeter Juden in der NS-Zeit „heute in der zeitgeschichtlichen Wissenschaft nicht mehr ernsthaft vertreten“ wird, wurde zunächst von Filbinger bedrängt, sich von den Republikanern zu trennen und nur noch für das Studienzentrum zu arbeiten, weil er dort seine Ziele besser verfolgen könne. Als Schlierer ablehnte, wurde er vom Präsidium abberufen. Bei den Republikanern war Schlierer schließlich von 1994 bis 2014 Parteivorsitzender.
Ulli Boldt war zwischen 1991 und 1995 zeitweise einer der Leiter der Jungweikersheimer. Zugleich war er für die heute verbotene Neonazigruppe Nationalistische Front aktiv, leitete das Nationale Infotelefon Berlin und meldete 1994 einige Rudolf-Heß-Gedenkmärsche in Frankfurt (Oder) und Oranienburg an. Als dies bekannt wurde, schloss das Kuratorium Weikersheim ihn 1995 aus.
Auf Proteste stieß der Auftritt Michael Walkers 1994. Kritiker wiesen darauf hin, dass der Untersuchungsausschuss „Rassismus und Ausländerfeindlichkeit“ des Europäischen Parlaments die von ihm herausgegebene Zeitschrift The Scorpion als Kontaktbörse für europäische Ultra-Nationalisten und Antisemiten betrachtet. Dies war Anlass für Anträge, dem SZW Landes- und Bundesmittel zu streichen.
Auch unter von Stetten kam das Studienzentrum mehrfach in die Schlagzeilen. Kritisiert wurde etwa die Haltung von Präsidiumsmitglied Günter Rohrmoser: Dieser ließ den ehemaligen RAF- und späteren NPD-Angehörigen, den heutigen Holocaustleugner Horst Mahler, zu seiner Geburtstagsfeier am 1. Dezember 1997 vor Mitgliedern des Instituts eine Rede halten, erklärte seine und Mahlers Positionen für identisch und lobte Mahlers Haltung als „national-christlichen Konservativismus“. Mahler hatte gefordert, das „besetzte“ Deutschland müsse sich von seiner „Schuldknechtschaft“ zum aufrechten Gang seiner „nationalen Identität“ befreien.
Auch Albrecht Jebens soll dem Fernsehmagazin Panorama zufolge Kontakte zu Rechtsextremisten unterhalten haben. Kritisiert wurde, dass Jebens als Vorsitzender der Filbinger-Stiftung, die das SZW satzungsgemäß mitfinanziert, zugleich auch Vorsitzender der rechtsextremen Gesellschaft für freie Publizistik (GfP) ist, bei der manche SZW-Mitglieder Bücher veröffentlichten. Er gilt als hauptverantwortlich für Einladungen an Neurechte und Rechtsextremisten, mit denen das SZW gezielt eine Öffnung nach rechts außen verfolgt habe. Jebens hatte sein CDU-Parteibuch abgegeben, war aber weiter Vorstandsvorsitzender der Filbinger-Stiftung geblieben.
SZW-Referenten wie dem Politikwissenschaftler Hans-Helmuth Knütter warfen Journalisten von Panorama vor, er habe neonazistische Gewalt gerechtfertigt.
Darum forderte die SPD-Fraktion im Stuttgarter Landtag wiederholt, zuletzt am 16. Mai 2006, den Ausschluss rechtsextremer Kontakte und Referenten in Weikersheim mit der Begründung:

„Es muss verhindert werden, dass Bildungsstätten wie das Studienzentrum Weikersheim eine Scharnierfunktion bei der von rechtsextremistischen Gruppen angestrebten Vernetzung mit dem rechtskonservativ-demokratischen Spektrum übernehmen.“

Der Politikwissenschaftler Wolfgang Gessenharter erachtet diese wegen „ständig fließender Grenzen“ schwierige Abgrenzung zwischen „intellektueller Neuer Rechten“ zu nationalkonservativen geistigen Eliten, so auch im Studienzentrum Weikersheim, für nötig und möglich. Er findet die geistige Grenzlinie in der Menschenwürde, die nicht zu relativieren und auf die Würde der Deutschen einzugrenzen sei.
Der Verfassungsschutz Baden-Württembergs beobachtet das Studienzentrum trotz ihm bekannten „Hinweisen“ auf rechtsextreme Kontakte nicht, jedoch einige seiner Mitveranstalter und deren Vertreter.
In Weikersheimer Thesen ist 2016 die Rede vom „selbstgewählte(n) Volkstod“ und dem „Großen Austausch“, also Schlagworten der Neuen Rechten.
Zusammen mit dem Verein zur Erhaltung der Rechtsstaatlichkeit und bürgerlichen Freiheiten organisiert 2017 das SZW auf Burg Lichtenberg unfern von Stuttgart eine Tagung mit Thilo Sarrazin.
Axel Hemmerling, hauptberuflich Autor beim MDR, bezeichnete 2019 das Studienzentrum Weikersheim als „mittlerweile offen AfD-nah“.
Auch Christian Fuchs und Paul Middelhoff sehen das Studienzentrum als zentralen Teil des Netzwerks der Neuen Rechten in Deutschland, da sich unter seinen 2019 noch 140 Mitgliedern neben Dieter Stein und Identitären „viele Burschenschafter, AfD-Bundestagskandidaten sowie Autoren der Blauen Narzisse und der Jungen Freiheit“ befinden. Auch sei sein Präsident Schachtschneider oft „Gast auf den Akademien von Götz Kubitschek“ und ist Mitglied im Kuratorium der Desiderius-Erasmus-Stiftung. Sein Geschäftsführer Dieter Tapp sieht das SZW als „wertkonservativen, bürgerlichen und überparteilichen Thinktank“, der „Ideen für die AfD liefert“.
In einer Antwort auf eine parlamentarische Anfrage Reinhold Galls teilte das baden-württembergische Innenministerium 2020 mit, in den letzten zwei Jahren sei dort ein Redner eingeladen worden, der auch beim Institut für Staatspolitik in Österreich aufgetreten sei. Ferner habe der Präsident des SZW, Schachtschneider, dem IfS und der Zeitschrift Compact als Interviewpartner zur Verfügung gestanden. Beide werden von Verfassungsschutz als rechtsextremistische Verdachtsfälle geführt. Eine gezielte und planmäßige Beeinflussung des SZW durch Rechtsextremisten sei nicht feststellbar, außerdem seien seine Aktivitäten stark zurückgegangen.